# Orahovo (Raška)
Orahovo (Servisch cyrillisch Орахово) is een plaats in de Servische gemeente  Raška. De plaats telt 34 inwoners (2002).